# Liste der Präfekturen Japans

Die Präfekturen Japans mit jeweiligem ISO-Code

Japan ist in 47 Präfekturen (-to/-dō/-fu/-ken, im Kaiserreich zunächst nur -fu/-ken) unterteilt, die die mittlere Verwaltungsebene zwischen dem Zentralstaat und den Gemeinden (-shi/-ku/-chō/-son) bilden. Für mehr Informationen zur Rolle und Geschichte der Präfekturen, siehe Präfektur (Japan).

## Heutige Präfekturen
Als territoriale Einheiten waren diese 47 Präfekturen bereits 1888 mit der Abtrennung Kagawas von Ehime etabliert, und mit der Übertragung des Tama-Gebiets von Kanagawa an Tokio erfolgte 1893 die letzte große Grenzverschiebung abgesehen von kleineren Korrekturen (einzelne Gemeinden oder Ortsteile); allerdings wurde die Tōkyō-fu erst 1943 zur Tōkyō-to, die [Hokkai]-dō (Neufassung der Präfekturordnung 1946) und die [Tōkyō]-to (Selbstverwaltungsgesetz 1947) wurden erst nach dem Zweiten Weltkrieg gesetzlich voll mit -fu und -ken als Präfekturen gleichgestellt, und Okinawa-ken, das ebenfalls erst im 20. Jahrhundert voll gleichgestellt wurde, war ab 1945 als US-Ryūkyū-Inseln unter Verwaltung der Vereinigten Staaten und wurde erst 1972 wieder de facto Teil Japans.
| Name      | „Präfektur“ | Japanisch | Hauptstadt 46 -shi, 1 -ku | Klassische 8 Regionen | Haupt- + andere Inseln (2022) | Bevölkerung (um 1. März 2021) | Fläche in km² (um 1. Januar 2023) | EW/km²  | Kreise -gun (2019) | Gemeinden -shi/ku/chō/son (2019) | ISO 3166-2 | BIP in Mrd. Yen (nominal, Fj. 2019) |
| --------- | ----------- | --------- | ------------------------- | --------------------- | ----------------------------- | ----------------------------- | --------------------------------- | ------- | ------------------ | -------------------------------- | ---------- | ----------------------------------- |
| Aichi     | -ken        | 愛知県    | Nagoya                    | Chūbu                 | Honshū + 61                   | 7.535.266                     | 5173                              | 1.447,3 | 7                  | 54                               | JP-23      | 40.911                              |
| Akita     | -ken        | 秋田県    | Akita                     | Tōhoku                | Honshū + 144                  | 946.380                       | 11.638                            | 87,9    | 6                  | 25                               | JP-05      | 3.625                               |
| Aomori    | -ken        | 青森県    | Aomori                    | Tōhoku                | Honshū + 264                  | 1.225.034                     | 9646                              | 135,6   | 8                  | 40                               | JP-02      | 4.533                               |
| Chiba     | -ken        | 千葉県    | Chiba                     | Kantō                 | Honshū + 244                  | 6.275.916                     | 5157                              | 1.206,1 | 6                  | 54                               | JP-12      | 21.280                              |
| Ehime     | -ken        | 愛媛県    | Matsuyama                 | Shikoku               | Shikoku + 391                 | 1.321.580                     | 5676                              | 244,1   | 7                  | 20                               | JP-38      | 5.148                               |
| Fukui     | -ken        | 福井県    | Fukui                     | Chūbu                 | Honshū + 180                  | 760.349                       | 4191                              | 187,8   | 7                  | 17                               | JP-18      | 3.694                               |
| Fukuoka   | -ken        | 福岡県    | Fukuoka                   | Kyūshū                | Kyūshū + 115                  | 5.108.038                     | 4988                              | 1.023,0 | 11                 | 60                               | JP-40      | 19.942                              |
| Fukushima | -ken        | 福島県    | Fukushima                 | Tōhoku                | Honshū + 18                   | 1.817.228                     | 13.784                            | 138,9   | 13                 | 59                               | JP-07      | 7.987                               |
| Gifu      | -ken        | 岐阜県    | Gifu                      | Chūbu                 | Honshū (Binnenpräf.)          | 1.975.397                     | 10.621                            | 191,3   | 9                  | 42                               | JP-21      | 7.937                               |
| Gunma     | -ken        | 群馬県    | Maebashi                  | Kantō                 | Honshū (Binnenpräf.)          | 1.922.180                     | 6362                              | 310,1   | 7                  | 35                               | JP-10      | 9.308                               |
| Hiroshima | -ken        | 広島県    | Hiroshima                 | Chūgoku               | Honshū + 171                  | 2.790.804                     | 8479                              | 335,2   | 5                  | 23                               | JP-34      | 11.969                              |
| Hokkaidō  | [-dō]       | 北海道    | Sapporo                   | Hokkaidō              | Hokkaidō + 1472               | 5.229.075                     | 83.424                            | 64,5    | 69                 | 185                              | JP-01      | 20.465                              |
| Hyōgo     | -ken        | 兵庫県    | Kōbe                      | Kinki                 | Honshū + 203                  | 5.427.280                     | 8401                              | 658,8   | 8                  | 41                               | JP-28      | 22.195                              |
| Ibaraki   | -ken        | 茨城県    | Mito                      | Kantō                 | Honshū + 13                   | 2.849.494                     | 6098                              | 478,4   | 7                  | 44                               | JP-08      | 14.092                              |
| Ishikawa  | -ken        | 石川県    | Kanazawa                  | Chūbu                 | Honshū + 251                  | 1.129.362                     | 4186                              | 275,7   | 5                  | 19                               | JP-17      | 4.779                               |
| Iwate     | -ken        | 岩手県    | Morioka                   | Tōhoku                | Honshū + 861                  | 1.207.365                     | 15.275                            | 83,8    | 10                 | 33                               | JP-03      | 4.848                               |
| Kagawa    | -ken        | 香川県    | Takamatsu                 | Shikoku               | Shikoku + 133                 | 949.357                       | 1877                              | 520,1   | 5                  | 17                               | JP-37      | 4.009                               |
| Kagoshima | -ken        | 鹿児島県  | Kagoshima                 | Kyūshū                | Kyūshū + 1256                 | 1.586.435                     | 9186                              | 179,4   | 8                  | 43                               | JP-46      | 5.773                               |
| Kanagawa  | -ken        | 神奈川県  | Yokohama                  | Kantō                 | Honshū + 97                   | 9.216.009                     | 2416                              | 3.777,4 | 6                  | 33                               | JP-14      | 35.205                              |
| Kōchi     | -ken        | 高知県    | Kōchi                     | Shikoku               | Shikoku + 400                 | 687.128                       | 7103                              | 102,5   | 6                  | 34                               | JP-39      | 2.465                               |
| Kumamoto  | -ken        | 熊本県    | Kumamoto                  | Kyūshū                | Kyūshū + 299                  | 1.732.644                     | 7409                              | 241,1   | 11                 | 45                               | JP-43      | 6.363                               |
| Kyōto     | -fu         | 京都府    | Kyōto                     | Kinki                 | Honshū + 111                  | 2.563.192                     | 4612                              | 566,0   | 6                  | 26                               | JP-26      | 10.846                              |
| Mie       | -ken        | 三重県    | Tsu                       | Kinki                 | Honshū + 540                  | 1.768.632                     | 5774                              | 314,5   | 7                  | 29                               | JP-24      | 8.086                               |
| Miyagi    | -ken        | 宮城県    | Sendai                    | Tōhoku                | Honshū + 666                  | 2.288.456                     | 7282                              | 320,5   | 10                 | 35                               | JP-04      | 9.829                               |
| Miyazaki  | -ken        | 宮崎県    | Miyazaki                  | Kyūshū                | Kyūshū + 403                  | 1.061.032                     | 7734                              | 142,7   | 6                  | 26                               | JP-45      | 3.704                               |
| Nagano    | -ken        | 長野県    | Nagano                    | Chūbu                 | Honshū (Binnenpräf.)          | 2.028.685                     | 13.562                            | 154,8   | 14                 | 77                               | JP-20      | 8.454                               |
| Nagasaki  | -ken        | 長崎県    | Nagasaki                  | Kyūshū                | Kyūshū + 1479                 | 1.305.650                     | 4131                              | 333,3   | 4                  | 21                               | JP-42      | 4.790                               |
| Nara      | -ken        | 奈良県    | Nara                      | Kinki                 | Honshū (Binnenpräf.)          | 1.319.305                     | 3691                              | 369,6   | 7                  | 39                               | JP-29      | 3.925                               |
| Niigata   | -ken        | 新潟県    | Niigata                   | Chūbu                 | Honshū + 333                  | 2.190.793                     | 12.584                            | 183,1   | 9                  | 30                               | JP-15      | 9.185                               |
| Ōita      | -ken        | 大分県    | Ōita                      | Kyūshū                | Kyūshū + 285                  | 1.121.589                     | 6341                              | 183,9   | 3                  | 18                               | JP-44      | 4.525                               |
| Okayama   | -ken        | 岡山県    | Okayama                   | Chūgoku               | Honshū + 102                  | 1.878.884                     | 7115                              | 270,1   | 10                 | 27                               | JP-33      | 7.842                               |
| Okinawa   | -ken        | 沖縄県    | Naha                      | Kyūshū                | Okinawa + 690                 | 1.460.652                     | 2282                              | 628,5   | 5                  | 41                               | JP-47      | 4.633                               |
| Osaka     | -fu         | 大阪府    | Osaka                     | Kinki                 | Honshū + 0                    | 8.806.371                     | 1905                              | 4.639,7 | 5                  | 43                               | JP-27      | 41.188                              |
| Saga      | -ken        | 佐賀県    | Saga                      | Kyūshū                | Kyūshū + 71                   | 807.203                       | 2441                              | 341,2   | 6                  | 20                               | JP-41      | 3.220                               |
| Saitama   | -ken        | 埼玉県    | Saitama                   | Kantō                 | Honshū (Binnenpräf.)          | 7.339.530                     | 3798                              | 1.913,3 | 8                  | 63                               | JP-11      | 23.643                              |
| Shiga     | -ken        | 滋賀県    | Ōtsu                      | Kinki                 | Honshū (Binnenpräf.)          | 1.411.168                     | 4017                              | 351,7   | 3                  | 19                               | JP-25      | 6.923                               |
| Shimane   | -ken        | 島根県    | Matsue                    | Chūgoku               | Honshū + 600                  | 664.539                       | 6708                              | 103,5   | 5                  | 19                               | JP-32      | 2.689                               |
| Shizuoka  | -ken        | 静岡県    | Shizuoka                  | Chūbu                 | Honshū + 243                  | 3.609.465                     | 7777                              | 475,8   | 5                  | 35                               | JP-22      | 17.866                              |
| Tochigi   | -ken        | 栃木県    | Utsunomiya                | Kantō                 | Honshū (Binnenpräf.)          | 1.927.754                     | 6408                              | 308,1   | 5                  | 25                               | JP-09      | 9.262                               |
| Tokio     | -to         | 東京都    | Shinjuku, Tokio           | Kantō                 | Honshū + 635                  | 13.942.024                    | 2194                              | 6.168,7 | 1                  | 62                               | JP-13      | 115.682                             |
| Tokushima | -ken        | 徳島県    | Tokushima                 | Shikoku               | Shikoku + 206                 | 721.721                       | 4147                              | 182,2   | 8                  | 24                               | JP-36      | 3.222                               |
| Tottori   | -ken        | 鳥取県    | Tottori                   | Chūgoku               | Honshū + 52                   | 549.925                       | 3507                              | 163,5   | 5                  | 19                               | JP-31      | 1.893                               |
| Toyama    | -ken        | 富山県    | Toyama                    | Chūbu                 | Honshū + 5                    | 1.031.262                     | 4248                              | 251,0   | 2                  | 15                               | JP-16      | 4.910                               |
| Wakayama  | -ken        | 和歌山県  | Wakayama                  | Kinki                 | Honshū + 655                  | 910.687                       | 4725                              | 203,9   | 6                  | 30                               | JP-30      | 3.745                               |
| Yamagata  | -ken        | 山形県    | Yamagata                  | Tōhoku                | Honshū + 82                   | 1.060.158                     | 9323                              | 120,6   | 8                  | 35                               | JP-06      | 4.337                               |
| Yamaguchi | -ken        | 山口県    | Yamaguchi                 | Chūgoku               | Honshū + 396                  | 1.336.522                     | 6112                              | 229,8   | 4                  | 19                               | JP-35      | 6.350                               |
| Yamanashi | -ken        | 山梨県    | Kōfu                      | Chūbu                 | Honshū (Binnenpräf.)          | 803.963                       | 4465                              | 187,0   | 5                  | 27                               | JP-19      | 3.566                               |

1. ↑  Außer bei 北海道 Hokkaidō/„Präfektur Hokkai“ ohne Suffix
2. ↑  Eine toponymische Richtlinie des Vermessungsamtes für englischsprachige Karteneditoren übersetzt -to als "Metropolis" -dō, -fu und -ken als "Prefecture" ins Englische und empfiehlt, getrennt zu transkribieren (also z. B. "Hokkai Dō"), s. Kokudo Chiriin (engl. GSI): Toponymic Guidelines for Map Editors and other Editors, JAPAN (Third Edition 2007). Die deutschsprachige Wikipedia verwendet dagegen meist die verbreitete Übersetzung aller 47 to/dō/fu/ken unterschiedslos als „Präfektur“ und hängt in Transkriptionen die Suffixe wie bei Gemeinden, Landkreisen, Stadtbezirken, Fürstentümern sowie auch vielen anderen geographischen Objekten in Japan meist mit Bindestrich an.
3. ↑  Voller Name inkl. Suffix
4. 1 2 3 4  inkl. umstrittene Gebiete „Nördliche Territorien/Südkurilen“ in Hokkai[-]dō, „Takeshima/Dokdo“ in Shimane-ken, „Senkaku-/Diaoyu-Inseln“ in Okinawa-ken

## Ehemalige Präfekturen (unvollständig)

Japanische Karte von 1935 der Präfekturen inkl. Kaitakushi und Ryūkyū-han 1872/Ende Meiji 4 nach der ersten Konsolidierungswelle (rote Grenzen, fette Namen, rot beschriftete Hauptstädte), Namen und Grenzen der Provinzen sind ebenfalls eingezeichnet.

Die ersten Präfekturen (Stadtpräfekturen -fu und ländliche Präfekturen -ken) entstanden in der Meiji-Restauration 1868 in den vormaligen Shōgunatsstädten und den direkt vom Shōgunat kontrollierten ländlichen Gebieten. 1869 wurde der Status von -fu für die drei wichtigsten Stadtpräfekturen des Reiches – Kyōto, Osaka und Tōkyō – reserviert, alle anderen -fu wurden in -ken umgewandelt. Flächendeckend wurde das Kaiserreich mit der Abschaffung der Fürstentümer (-han) 1871 in Präfekturen unterteilt. Bis in die 1890er Jahre entstanden durch Zusammenlegungen in mehreren Schritten im Wesentlichen die heutigen Präfekturen, wobei noch unterschiedliche Regelungen für -fu und -ken galten und die Hokkaidō und die Okinawa-ken den anderen Präfekturen des Mutterlandes erst im 20. Jahrhundert gleichgestellt wurden. 1888/89/90 erließ die Regierung von preußischen Beratern mitgestaltete Präfekturordnung (fukensei), Landkreisordnung (gunsei) und Kommunalordnungen (shisei und chōsonsei), seitdem untergliedern sich alle Präfekturen in die heute noch bestehenden Gemeindeformen -shi, -chō/-machi und -son/-mura ([kreisfreie] Städte, [kreisangehörige] Städte und Dörfer, siehe Gemeinde (Japan)); die auf das Altertum und chinesische Einflüsse zurückgehenden und 1878 zunächst reaktivierten Landkreise (-gun) wurden im frühen 20. Jahrhundert als Verwaltungseinheit endgültig abgeschafft.
Anmerkungen:
- Für Präfekturen (-ken), die nur kurzzeitig bei der Abschaffung der Han 1871 aus gleichnamigen Fürstentümern (-han) geschaffen, territorial konsolidiert (En-/Exklaven etc.) und noch im Jahr Meiji 4 (greg. 19. Feb. 1871 – 8. Feb. 1872) fusioniert wurden, bestehen keine eigenen Einträge. Als Vorläufer sind solche als -han→-ken aufgeführt und verlinken auf das Fürstentum.
- Die Jahresangaben in der Liste sollten sich auch vor der Einführung des gregorianischen Kalenders 1873 auf gregorianische Kalenderjahre beziehen. Schon manche japanische Quellen übergehen aber die Kalenderumstellung, wodurch auch in dieser Liste und in Quellen in europäischen Sprachen gelegentlich widersprüchliche Datumsangaben entstehen.

| Name                | Typ            | Kanji (reformiert) | Sitz der Präfekturverwaltung Dorf/Stadt[teil], Kreis, Provinz (heutige Gemeinde, [Unter-/]Präfektur) | von  | bis  | (Haupt-)Vorläufer Nachfolger, Anmerkungen |
| ------------------- | -------------- | ------------------ | --- | ---- | ---- | --- |
| Karafuto            | -chō           | 樺太庁             | – [damals: Toyohara, Karafuto]                                                                       | 1943 | 1945 | vorher koloniales Außengebiet (gaichi), 1943 zum Teil des Mutterlandes (naichi) erklärt zunächst separat verwaltet, ab 1947 zum Oblast Sachalin, RSFSR, UdSSR |
| Hakodate            | -ken           | 函館県             | Hakodate, Kameda, Oshima (Hakodate, Oshima/Hokkaidō)                                                 | 1882 | 1886 | kaitakushi (Siedlungsamt) Hokkaidō-chō |
| Sapporo             | -ken           | 札幌県             | Sapporo, Sapporo, Ishikari (Sapporo, Ishikari/Hokkaidō)                                              | 1882 | 1886 | kaitakushi (Siedlungsamt) Hokkaidō-chō |
| Nemuro              | -ken           | 根室県             | Nemuro-Umegae, Nemuro, Nemuro (Nemuro, Nemuro/Hokkaidō)                                              | 1882 | 1886 | kaitakushi (Siedlungsamt) Hokkaidō-chō |
| Ichinoseki          | -ken           | 一関県             | Ichinoseki, Iwai, Rikuō (Ichinoseki, Iwate)                                                          | 1871 | 1872 | Ichinoseki-han→-ken, Esashi-ken, Isawa-ken in Mizusawa-ken umbenannt |
| Mizusawa            | -ken           | 水沢県             | Mizusawa, Isawa, Rikuchū (Ōshū, Iwate)                                                               | 1872 | 1875 | Umbenennung von Ichinoseki-ken in Iwai-ken umbenannt |
| Iwai                | -ken           | 磐井県             | Ichinoseki, Iwai, Rikuō (Ichinoseki, Iwate)                                                          | 1875 | 1876 | Umbenennung von Mizusawa-ken zwischen Iwate-ken und Miyagi-ken geteilt |
| Okitama             | -ken           | 置賜県             | Yonezawa, Okitama, Uzen (Yonezawa, Yamagata)                                                         | 1871 | 1876 | Yonezawa-han→-ken nach Yamagata-ken eingegliedert |
| Sakata              | -ken           | 酒田県             | Sakata, Akumi, Ugo (Sakata, Yamagata)                                                                | 1871 | 1875 | Shōnai-han→-ken, Ōizumi-han→-ken in Tsuruoka-ken umbenannt |
| Tsuruoka            | -ken           | 鶴岡県             | Tsuruoka, Tagawa, Uzen (Tsuruoka, Yamagata)                                                          | 1875 | 1876 | Umbenennung von Sakata-ken nach Yamagata-ken eingegliedert |
| Sendai              | -ken           | 仙台県             | Sendai, Miyagi, Rikuzen (Sendai, Miyagi)                                                             | 1871 | 1872 | Sendai-han, Teile von Kakuda-ken, Tome-ken in Miyagi-ken umbenannt |
| Taira               | -ken           | 平県               | Iwaki-Taira, Iwasaki, Iwaki (Iwaki, Fukushima)                                                       | 1871 | 1872 | die -han→-ken Nakamura, Iwaki-Taira, Yunagaya, Izumi, Miharu, Tanagura in Iwasaki-ken umbenannt |
| Iwasaki             | -ken           | 磐前県             | Iwaki-Taira, Iwasaki, Iwaki (Iwaki, Fukushima)                                                       | 1872 | 1876 | Umbenennung von Taira-ken nach Fukushima-ken eingegliedert |
| Morioka             | -ken           | 盛岡県             | Morioka, Iwate, Rikuchū (Morioka, Iwate)                                                             | 1870 | 1872 | Morioka-han in Iwate-ken umbenannt |
| Wakamatsu           | -ken           | 若松県             | Wakamatsu, Aizu, Iwashiro (Aizu-Wakamatsu, Fukushima)                                                | 1869 | 1876 | Aizu-han nach Fukushima-ken eingegliedert |
| Ashigara            | -ken           | 足柄県             | Odawara, Ashigara-Shimo, Sagami (Odawara, Kanagawa)                                                  | 1871 | 1876 | Odawara-han→-ken, Oginoyamanaka-han→-ken, Nirayama-ken (Ex-Shōgunatsdomäne) zwischen Kanagawa-ken und Shizuoka-ken geteilt |
| Iruma               | -ken           | 入間県             | Kawagoe, Iruma, Musashi (Kawagoe, Saitama)                                                           | 1871 | 1873 | Kawagoe-han→-ken, Teile von Shinagawa-ken (Ex-Shōgunatsdomäne) zwischen Kumagaya-ken und Kanagawa-ken geteilt |
| Inba                | -ken           | 印旛県             | Sakura, Inba, Shimousa (Sakura, Chiba)                                                               | 1871 | 1873 | die -han→-ken Sakura, Koga, Sekiyado, Yūki, Oyumi, Sogano und Katsushika-ken (Ex-Shōgunatsdomäne) mit Kisarazu-ken zu Chiba-ken vereinigt (Teile später zu Ibaraki, Saitama) |
| Utsunomiya          | -ken           | 宇都宮県           | Utsunomiya, Kawachi, Shimotsuke (Utsunomiya, Tochigi)                                                | 1871 | 1873 | die -han→-ken Utsunomiya, Ōtawara, Kurobane, Karasuyama, Motegi nach Tochigi-ken eingegliedert |
| Kisarazu            | -ken           | 木更津県           | Kaifuchi, Mōda, Kazusa (Kisarazu, Chiba)                                                             | 1871 | 1873 | die -han→-ken Tateyama, Awa-Katsuyama, Nagao, Hanabusa, Tsurumai, Kururi, Tsurumaki, Ichinomiya, Sakurai, Matsuo, Kikuma, Iino, Ōtaki, Sanuki, Kokubo und Miyazaku-ken (Ex-Shōgunatsdomäne) mit Inba-ken zu Chiba-ken vereinigt                                                          |
| Kumagaya            | -ken           | 熊谷県             | Kumagaya, Ōsato, Musashi (Kumagaya, Saitama)                                                         | 1873 | 1876 | Gunma-ken, Iruma-ken zwischen Gunma-ken und Saitama-ken geteilt |
| Niihari             | -ken           | 新治県             | Tsuchiura, Niihari, Hitachi (Tsuchiura, Ibaraki)                                                     | 1871 | 1875 | die -han→-ken Asō, Ishioka, Tsuchiura, Shizuku, Ushiku, Matsukawa, Ryūgasaki, Tako, Omigawa, Takaoka und Wakamori-ken (Ex-Shōgunatsdomäne) zwischen Ibaraki-ken und Chiba-ken geteilt |
| Tokio               | -fu            | 東京府             | Uchisaiwai, – (im MA: Toshima), Musashi (Chiyoda, Tokio)                                             | 1868 | 1943 | Edo-fu (Ex-Shōgunatsstadt), 1871 um Teile von Shinagawa-ken, Urawa-ken, Kosuge-ken (Ex-Shōgunatsdomäne) erweitert mit der Absorbierung der Tōkyō-shi in die Tōkyō-to umgewandelt, siehe Tōkyō-tosei                                                                                      |
| Aikawa              | -ken           | 相川県             | Aikawa-Hiromachi, Sawata, Sado (Sado, Niigata)                                                       | 1868 | 1876 | Sado-bugyō (Shōgunatsverwalter für Sado) nach Niigata-ken eingegliedert |
| Asuwa               | -ken           | 足羽県             | Fukui-佐佳枝上町, Asuwa, Echizen (Fukui, Fukui)                                                      | 1872 | 1873 | Hanbo-ken (Ex-Shōgunatsdomäne), die -han→-ken Fukui, Maruoka, Katsuyama, Ōno nach Tsuruga-ken eingegliedert |
| Kashiwazaki         | -ken           | 柏崎県             | Kashiwazaki, Kariwa, Echigo (Kashiwazaki, Niigata)                                                   | 1868 | 1873 | Teile der Suibara-ken (Ex-Shōgunatsdomäne) bzw. Suibara-daikan/Niigata-bugyō (Shōgunatsverwalter in Echigo), Nagaoka-han, die -han→-ken Takada, Yoita, Itoigawa, Shiiya, Exklaven von Kuwana-han und Aizu-han 1869 zeitweise zu Echigo-fu, 1873 endgültig nach Niigata-ken eingegliedert |
| Kanazawa            | -ken           | 金沢県             | Kanazawa-?, Ishikawa, Kaga (Kanazawa, Ishikawa)                                                      | 1871 | 1872 | Kanazawa-han, Daishōji-han→-ken, 1871/72 vorübergehend Nanao-ken, Niikawa-ken abgespalten, 1872 mit Nanao-ken wiedervereinigt, Verwaltungssitz nach Mikawa-machi (heute Hakusan-shi) verlegt und in Ishikawa-ken umbenannt                                                               |
| Chikuma             | -ken           | 筑摩県             | Matsumoto, Chikuma, Shinano (Matsumoto, Nagano)                                                      | 1871 | 1876 | die -han→-ken Suwa, Takatō, Iida, Matsumoto, und Ina-ken (Ex-Shōgunatsdomäne in Shinano), Takayama-ken (Ex-Shōgunatsdomäne in Hida) zwischen Nagano-ken und Gifu-ken geteilt |
| Tsuruga             | -ken           | 敦賀県             | Tsuruga, Tsuruga, Echizen (Tsuruga, Fukui)                                                           | 1871 | 1876 | Obama-han, Sabae-han zwischen Ishikawa-ken und Shiga-ken geteilt |
| Nagoya              | -ken           | 名古屋県           | Nagoya-?, Aichi, Owari (Nagoya, Aichi)                                                               | 1871 | 1872 | Nagoya-han→-ken, Inuyama-han→-ken in Aichi-ken umbenannt |
| Nanao               | -ken           | 七尾県             | Tokoroguchi, Kashima, Noto (Nanao, Ishikawa)                                                         | 1871 | 1872 | von Kanazawa-ken abgespalten zwischen Ishikawa-ken und Niikawa-ken geteilt |
| Niikawa             | -ken           | 新川県             | Uozu, Niikawa, Etchū (Uozu, Toyama)                                                                  | 1871 | 1876 | Toyama-han→-ken, Teile von Kanazawa-ken/Nanao-ken nach Ishikawa-ken eingegliedert |
| Nukata              | -ken           | 額田県             | Okazaki-Kōsei, Nukata, Mikawa (Okazaki, Aichi)                                                       | 1871 | 1872 | die -han→-ken Tahara, Toyohashi, Hanbara, Nishiōhira, Okazaki, Koromo, Nishio, Nishibata, Kariya, Shigehara, Teile von Nagoya-ken, Ina-ken (Ex-Shōgunatsdomäne in Mikawa) nach Aichi-ken eingegliedert                                                                                   |
| Hamamatsu           | -ken           | 浜松県             | Hamamatsu, Fuchi, Tōtōmi (Hamamatsu, Shizuoka)                                                       | 1871 | 1876 | Horie-han→-ken, Teile von Shizuoka-han→-ken nach Shizuoka-ken eingegliedert |
| Watarai             | -fu, 1869 -ken | 度会府 度会県      | Yamada-Ichinoki, Watarai, Ise (Ise, Mie)                                                             | 1868 | 1876 | Yamada-bugyō (Shōgunatsverwalter für den Ise-Schrein und Shōgunatsdomäne in Ise), die -han→-ken Hisai, Toba nach Mie-ken eingegliedert |
| Anotsu              | -ken           | 安濃津県           | Tsu-Daimon, Anō, Ise (Tsu, Mie)                                                                      | 1872 | 1872 | die -han→-ken Kuwana, Kameyama, Nagashima, Kanbe, Komono, Tsu in Mie-ken umbenannt |
| Ōtsu                | -ken           | 大津県             | Ōtsu, Shiga, Ōmi (Ōtsu, Shiga)                                                                       | 1868 | 1872 | Ōtsu-bugyō (Shōgunatsverwalter in Ōmi), Ōmizo-han, die -han→-ken Nishōji, Minakuchi, Zeze in Shiga-ken umbenannt |
| Sakai               | -ken           | 堺県               | Sakai-?, Ōtori, Izumi (Sakai, Osaka)                                                                 | 1868 | 1881 | Shōgunatsstadt Sakai, Kawachi-ken (Ex-Shōgunatsdomäne), Sayama-han, die -han→-ken Tannan, Hakata, Kishiwada, Yoshimi nach Ōsaka-fu eingegliedert |
| Nara                | -ken           | 奈良県             | Nara-?, Soekami, Yamato (Nara, Nara)                                                                 | 1868 | 1876 | Shōgunatsstadt Nara, die -han→-ken Yagyū, Kōriyama, Koizumi, Yanagimoto, Shibamura, Tawaramoto, Takatori, Kujira, Gojō-ken (Ex-Shōgunatsdomäne) nach Sakai-ken eingegliedert (1887 erneut von Ōsaka-fu abgetrennt)                                                                       |
| Shikama             | -ken           | 飾磨県             | Himeji-, Shikama, Harima (Himeji, Hyōgo)                                                             | 1871 | 1876 | die -han→-ken Himeji, Akashi, Tatsuno, Akō, Mikazuki, Ono, Mikusa, Hayashida, Anji, Yamazaki nach Hyōgo-ken eingegliedert |
| Toyooka             | -ken           | 豊岡県             | Toyooka, Kinosaki, Tajima (Toyooka, Hyōgo)                                                           | 1871 | 1876 | Toyooka-han, Ikuno-ken, Kumihama-ken (Ex-Shōgunatsdomäne), die -han→-ken Izushi, Muraoka, Miyazu, Maizuru, Mineyama, Sasayama, Fukuchiyama, Kaibara zwischen Kyōto-fu und Hyōgo-ken geteilt                                                                                              |
| Nagahama            | -ken           | 長浜県             | Nagahama, Sakata, Ōmi (Nagahama, Shiga)                                                              | 1871 | 1872 | die -han→-ken Hikone, Miyagawa, Yamakami, Yamagata in Inukami-ken umbenannt |
| Inukami             | -ken           | 犬上県             | Hikone, Inukami, Ōmi (Hikone, Shiga)                                                                 | 1872 | 1872 | Umbenennung von Nagahama-ken nach Shiga-ken eingegliedert |
| Hamada              | -ken           | 浜田県             | Asai, Naka, Iwami (Hamada, Shimane)                                                                  | 1871 | 1876 | Hamada-han (seit 1866 zu Chōshū)/Ōmori-ken (Ex-Shōgunatsdomäne), Tsuwano-han nach Shimane-ken eingegliedert |
| Fukatsu             | -ken           | 深津県             | Fukuyama, Fukatsu, Bingo (Fukuyama, Hiroshima)                                                       | 1871 | 1872 | die -han→-ken Fukuyama, Kamogata, Ikusaka, Niwase, Ashimori, Asao, Okada, Takahashi, Nariwa, Niimi und Kurashiki-ken (Ex-Shōgunatsdomäne) in Oda-ken umbenannt |
| Oda                 | -ken           | 小田県             | Kasaoka, Oda, Bitchū (Kasaoka, Okayama)                                                              | 1872 | 1875 | Umbenennung von Fukatsu nach Okayama-ken eingegliedert (Teile 1876 zu Hiroshima-ken) |
| Hokujō              | -ken           | 北条県             | Sange, Sai-Hokujō, Mimasaka (Tsuyama, Okayama)                                                       | 1871 | 1876 | die -han→-ken Tsuyama, Katsuyama→Mashima, Tazuta (ehemalige Exklave des Hamada-han, das 1866 an Chōshū fiel) nach Okayama-ken eingegliedert |
| Uwajima             | -ken           | 宇和島県           | Uwajima, Uwa, Iyo (Uwajima, Ehime)                                                                   | 1871 | 1872 | die -han→-ken Uwajima, Yoshida (Zweiglehen von Uwajima), Ōzu, Niiya (Zweiglehen von Ōzu) in Kamiyama/Jinzan-ken umbenannt |
| Kamiyama/Jinzan     | -ken           | 神山県             | Uwajima, Uwa, Iyo (Uwajima, Ehime)                                                                   | 1872 | 1873 | Umbenennung von Uwajima-ken mit Ishizuchi/Sekitetsu-ken zu Ehime-ken vereinigt |
| Matsuyama           | -ken           | 松山県             | Matsuyama, Onsen, Iyo (Matsuyama, Ehime)                                                             | 1871 | 1872 | die -han→-ken Saijō, Komatsu, Imabari, Matsuyama in Ishizuchi/Sekitetsu-ken umbenannt |
| Ishizuchi/Sekitetsu | -ken           | 石鉄県             | Matsuyama, Onsen, Iyo (Matsuyama, Ehime)                                                             | 1872 | 1873 | Umbenennung von Matsuyama-ken mit Kamiyama/Jinzan-ken zu Ehime-ken vereinigt |
| Myōdō               | -ken           | 名東県             | Tokushima, Myōdō, Awa (Tokushima, Tokushima)                                                         | 1871 | 1876 | Tokushima-han→-ken, Kagawa-ken zwischen Kagawa-ken, Kōchi-ken und Hyōgo-ken geteilt |
| Kagawa              | -ken           | 香川県             | Takamatsu, Kagawa, Sanuki (Takamatsu, Kagawa)                                                        | 1871 | 1873 | Takamatsu-han→-ken, Marugame-han→-ken, Teile von Kurashiki-ken nach Myōdō-ken eingegliedert |
| Kagawa              | -ken           | 香川県             | Takamatsu, Kagawa, Sanuki (Takamatsu, Kagawa)                                                        | 1875 | 1876 | von Myōdō-ken abgespalten nach Ehime-ken eingegliedert (1888 erneut abgetrennt) |
| Kokura              | -ken           | 小倉県             | Kokura-Muromachi, Kiku, Buzen (Kitakyūshū, Fukuoka)                                                  | 1871 | 1876 | die -han→-ken Toyotsu (vormals Kokura→Kawara-han), Chizuka (Zweiglehen von Kokura), Nakatsu nach Fukuoka-ken eingegliedert, Teile später zu Ōita-ken |
| Imari               | -ken           | 伊万里県           | Imari, Matsura, Hizen (Imari, Saga)                                                                  | 1871 | 1872 | die -han→-ken Saga, Hasunoike, Ogi, Kashima, Karatsu, Izuhara in Saga-ken umbenannt |
| Saga                | -ken           | 佐賀県             | Saga, Saga, Hizen (Saga, Saga)                                                                       | 1872 | 1876 | Umbenennung von Imari-ken nach Mizuma-ken eingegliedert (1883 erneut von Nagasaki-ken abgetrennt) |
| Mizuma              | -ken           | 三潴県             | Enokizu, Mizuma, Chikugo (Ōkawa, Fukuoka)                                                            | 1871 | 1876 | die -han→-ken Kurume, Miike, Yanagawa, 1876 um Saga-ken erweitert zwischen Fukuoka-ken und Nagasaki-ken geteilt |
| Shirakawa           | -ken           | 白川県             | Kumamoto, Akita, Higo (Kumamoto, Kumamoto)                                                           | 1872 | 1876 | Kumamoto-han→-ken, 1873 um Yatsushiro-ken erweitert in Kumamoto-ken umbenannt |
| Yatsushiro          | -ken           | 八代県             | Yatsushiro, Yatsushiro, Higo (Yatsushiro, Kumamoto)                                                  | 1871 | 1873 | Hitoyoshi-han→-ken, Amakusa-ken (Ex-Shōgunatsdomäne), Teile von Kumamoto-han→-ken nach Shirakawa-ken eingegliedert |
| Mimitsu             | -ken           | 美々津県           | Mimitsu, Koyu, Hyūga (Hyūga, Miyazaki)                                                               | 1871 | 1873 | die -han→-ken Nobeoka, Takanabe, Sadowara und Tomitaka-ken (Ex-Shōgunatsdomäne) mit Teilen von Miyakonojō-ken zu Miyazaki-ken vereinigt |
| Miyakonojō          | -ken           | 都城県             | Miyakonojō, Morokata, Hyūga (Miyakonojō, Miyazaki)                                                   | 1871 | 1873 | Obi-han→-ken, Teile von Kagoshima-han→-ken zwischen Miyazaki-ken und Kagoshima-ken geteilt |
| Miyazaki            | -ken           | 宮崎県             | Miyazaki, Miyazaki, Hyūga (Miyazaki, Miyazaki)                                                       | 1873 | 1876 | Mimitsu-ken, Miyakonojō-ken nach Kagoshima-ken eingegliedert |

### Kolonien
Für die Kolonien galten andere Vorschriften für die Verwaltung als im Mutterland, teilweise bestanden aber auch dort den Präfekturen vergleichbare territoriale Verwaltungseinheiten, die zwar meist -dō (道), -shū (州) oder -chō (庁) und nicht -fu oder -ken hießen, in europäische Sprachen jedoch gelegentlich ebenfalls als „Präfektur“ übersetzt werden. Einige Beispiele aus der englischsprachigen Wikipedia:
- Präfektur Karafuto (樺太庁, Karafuto-chō) ab 1907, 1943 zum Teil des Mutterlandes erklärt (s. o.), heute Teil des Oblast Sachalin der Russischen Föderation
- Nan’yō-chō (南洋庁, „Südseeamt/-behörde/-verwaltung“) ab 1922, s. Japanisches Südseemandat, anschließend Treuhandgebiet Pazifische Inseln der Vereinigten Staaten von Amerika
- Taihoku-shū (臺北州, chin. Lesung Táiběi Zhōu) ab 1920, heute drei Städte (shì) und ein Landkreis (xiàn) der Republik China
- Keiki-dō (jap. Lesung von 京畿道, kor. Gyeonggi-do), heute Gyeonggi-do und die später herausgelösten Städte Seoul und Incheon in der Republik Korea